# 메가조스트로돈
메가조스트로돈(Megazostrodon)은 중생대 트라이아스기 후기에서 쥐라기 전기에 걸쳐, 오늘날 남아프리카 부근에서 서식한 소형 포유류이다. 야행성으로 곤충이나 지렁이와 같은 작은 동물을 잡아 먹었다. 몸 전체 길이는 약 10cm~12cm 정도이고, 꼬리의 길이는 약4cm이다. 외형은 현재 살고 있는 나무두더쥐, 쥐를 닮았다. 손가락의 구조를 살펴 볼 때, 나무 위에서 살았을 것으로 생각된다. 아랫턱을 구성하고 있는 치골이 반구 형태로 부풀어 올라 돌기를 형성하고 있다. 초기의 포유류로 생각된다. 또 번식 형태는 단공류의 동물과 같이 알을 낳았을 것으로 보이지만, 태아나 알의 흔적이 발견되지는 않았다.

## 같이 보기
- 포유류의 진화
- 프로바이노그나투스